# Dipartimento di Chalileo
Chalileo è un dipartimento argentino, situato nella parte occidentale della provincia di La Pampa, con capoluogo Santa Isabel.
Esso confina a nord con le province di San Luis e Córdoba, ad est con il dipartimento di Loventué, a sud con quello di Limay Mahuida e ad ovest con quello di Chical Co.
Secondo il censimento del 2001, su un territorio di 8.917 km², la popolazione ammontava a 2.517 abitanti, con un aumento demografico del 20,26% rispetto al censimento del 1991.
Il dipartimento comprende parte del comune di Santa Isabel (inclusa la città sede municipale); e parte del comune di Victorica, la cui sede municipale però si trova in un altro dipartimento.